# Shawn James
Shawn James, né le 10 septembre 1983, à Brooklyn, à New York, est un joueur américain de basket-ball. Il évolue aux postes d'ailier fort et de pivot.

## Biographie
Il est nommé co-MVP (meilleur joueur) de la 10e journée de saison régulière de l'Euroligue 2012-2013 avec Nemanja Bjelica.
En janvier 2014, alors que le Maccabi réalise une bonne saison, James est contraint à une chirurgie du dos par une blessure qui l'éloigne des parquets.

## Palmarès
- Vainqueur de la ligue adriatique 2012